# Langes förmodan
Inom matematiken är Langes förmodan en förmodan om stabiliteten av vektorknippen över kurvor introducerad av Lange (1983) och bevisad av Montserrat Teixidor i Bigas och Barbara Russo år 1999.